# Esteve I d'Auxonne
Esteve I d'Auxonne fou un príncep borgonyó de la branca cadet de comtes de Borgonya. fill de Guillem IV (a vegades també anomenat III de Mâcon, però el IV sembla més correcte), nascut el 1088 i mort el 1157) comte de Mâcon (1102 - 1157), comte d'Auxonne (1127-1157), comte de Viena (1148-1157) i regent del comtat de Borgonya (1148-1157). La seva mare fou Ponseta de Traves. El 1156 es va instal·lar a Auxonne i és considerat el primer comte tot i que el seu pare ja governava aquesta terra.
Va morir el 1173 i el va succeir el seu fill Esteve II d'Auxonne.